# Rasmus Windingstad
Rasmus Windingstad, född 31 oktober 1993 i Asker, är en norsk alpin skidåkare som debuterade i världscupen den 2 februari 2014 i Sankt Moritz i Schweiz. Hans första pallplats i världscupen kom när han slutade tvåa i tävlingen i storslalom den 9 mars 2019 i Kranjska Gora i Slovenien.
Windingstad har svensk mor, och hans bror, Tobias Windingstad, åker för Sverige .